# تضخم الدماغ الشقي
يُعد تضخم الدماغ الشقي اضطرابًا خلقيًا نادرًا يصيب كل أو جزء من نصف الكرة المخية. يسبب نوبات صرعية شديدة، غالبًا ما تكون متكررة ويصعب السيطرة عليها. قد يُسيطر على النوبات عند عدد قليل من المرضى باستخدام الأدوية، ولكن سيحتاج معظمهم إلى استئصال أو فصل نصف الكرة المخية المصاب كأفضل علاج. غالبًا ما يتسبب المرض في إعاقة ذهنية تدريجية وتلف في الدماغ.

## الأعراض والعلامات
النوبات الصرعية هي العرض الرئيسي. يمكن أن تحدث مئات النوبات يوميًا. تبدأ النوبات عادةً بعد أيام من الولادة مباشرةً، على الرغم من أنها يمكن أن تتأخر لأشهر ونادرًا قد تبدأ في مرحلة الطفولة المبكرة.
أعراض أخرى
- انعدام التناظر أو تضخم في الرأس.[7]
- تأخر في نمو.
- ضعف تدريجي في نصف الجسم.
- عمى نصفي تدريجي.

## علم الوراثة
يتسبب تنشيط جين AKT3 الموجود على أحد الصبغيات الجسمية في حدوث تشوهات في نمو أحد نصفَي الدماغ.

## الفيزيولوجيا المرضية
المرض عبارة عن اضطراب مرتبط بتكاثر عصبي مفرط ونمو زائد لورم عابيّ يؤثر على التكوين القشري للدماغ. من المفترض أن يحدث التكاثر المفرط في وقت مبكر وربما يستمر لما بعد فترة التكاثر الطبيعية. يُعتقد أن عامل نمو البشرة يلعب دورًا مهمًا في الانتشار المفرط والتسبب في المرض.

## التشخيص
يجب أن يشتبه في الرضع أو الأطفال الذين يعانون من نوبات متكررة ومعندة على العلاج. في الفحص بالتصوير المقطعي المحوسب، يكون الجزء المصاب مشوهًا ومتضخمًا. يمكن تشخيصه قبل الولادة، لكن الكثير من الحالات لا تُشخص حتى تبدأ النوبات. يمكن أن تبين الموجات فوق الصوتية وجود عدم تناظر في نصفي الكرة المخية.

## العلاج
على الرغم من وجود عدد قليل من التقارير عن العلاج الطبي، لكن العلاج الأساسي لهذا المرض جذري، أي استئصال الجانب المصاب أو فصله. ومع ذلك، فإن معدلات الوفيات مرتفع، وكان هناك تقارير عن حالة إنباتية مستديمة (أحد حالات اضطراب الوعي) وعودة النوبات، هذه المرة في نصف الكرة المخية الصحيح.
يجب إجراء الجراحة في أقرب وقت ممكن لتقليل الضرر الناجم عن النوبات. ومع ذلك، يمكن محاولة تجربة الأدوية لبضعة أشهر قبل الجراحة، وهناك فرصة ضئيلة لنجاحها. كلما أجريت الجراحة في وقت مبكر، كلما بدأ الجانب الصحيح من نصف الكرة المخية بالعمل بشكل أفضل.
قد تتحكم البنزوديازيبينات في النوبات.